# Aristocrate II
Aristocrate II est un roi d'Arcadie, qui régna vers 680 av. J.-C. Il est le fils d'Hicetas, petit-fils d'Aristocrate Ier et arrière-petit-fils d'Échmis.
Il trahit les Messéniens, ses alliés, dans une guerre contre les Lacédémoniens : le peuple indigné le lapida et abolit la royauté, vers 671 av. J.-C.

## Source
- Marie-Nicolas Bouillet  et Alexis Chassang (dir.), « Aristocrate II » dans Dictionnaire universel d’histoire et de géographie, 1878 (lire sur Wikisource)